# Gertrude van Haldensleben
Gertrude van Haldensleben (ca. 1040 - 21 februari 1116) was hertogin van Saksen.

## Leven en politiek
Gertrude was erfdochter van graaf Koenraad van Haldensleben (ca. 1020 - 10 september 1056), zoon van Bernard II van Brandenburg (haar moeder is onbekend). Daardoor was ze een aantrekkelijke huwelijkskandidaat voor de hoge adel. Ze werd echter geschaakt door de Beierse edelman Frederik van Formbach (ca. 1035 - 1059). Toen het paar na enkele jaren naar Saksen reisde voor een verzoening, werd Frederik door Saksische edelen vermoord. Gertrude hertrouwde met hertog Ordulf van Saksen.
In 1075 overleed Ordulf maar Gertrude bleef als weduwe van een hertog, en door haar verwantschappen en bezittingen, een leidende figuur onder de Saksische adel. Zij werd samen met andere leden van de Saksische adel door keizer Hendrik IV in 1075 gevangengezet te Mainz. Tijdens onlusten in de stad wist ze echter te ontsnappen. In 1076 werd ze echter opnieuw gevangengezet en bleef meerdere jaren in gevangenschap. Na haar vrijlating voedde ze haar kleinzoon Lotharius III van Supplinburg op, een latere hertog van Saksen (1106) en keizer van Heilige Roomse Rijk (1125).

## Huwelijken en kinderen
Eerste huwelijk met Frederik van Formbach, zij kregen een dochter:
- Hedwig van Formbach (voor 1061 - 1090). In haar eerste huwelijk gehuwd met Gebhard van Supplinburg, in haar tweede huwelijk met Diederik II van Lotharingen.

Tweede huwelijk met Ordulf van Saksen, zij kregen een zoon:
- Bernhard, die op jonge leeftijd overleed na een val van zijn paard

## Herkomst van Frederik
Het graafschap Formbach lag bij de plaats Vornbach aan de Inn (rivier) bij Passau (stad). Frederik is ook in Vornbach begraven. Bekende voorouders van Frederik zijn:
- Thiemo I van Formbach (ca. 990 - ca. 1050), graaf van Formbach, de Schweinachgau, Reichenhall en de Salzburggau. Voogd van Sankt Emmeram, Altaich en Formbach, gehuwd met een onbekende edelvrouw uit de Kinziggau.
  - Berthold van de Schweinachgau (ca. 955 - ca. 1005) en Hilmtrud 
    - Udalrich van Schweinachgau en Kunigonde van Beieren 
      - Meginhard van de Traungau (ca. 875 - na 5 maart 904)
        - Udalric II, in 890 genoemd als graaf aan de Donau
          - Ulrich I, deed 8 mei 860 een schenking aan het klooster van Mattsee

      - Berthold I van Beieren en Wiltrudis van Bergen